# Morus serrata
Morus serrata är en mullbärsväxtart som beskrevs av William Roxburgh. Morus serrata ingår i släktet mullbär, och familjen mullbärsväxter. Inga underarter finns listade i Catalogue of Life.